# Chmestar - Gharbi Baalbeck
Chmestar - Gharbi Baalbeck è un comune (municipalité) del Libano situato nel distretto di Baalbek, governatorato di Baalbek-Hermel.